# 도쿠가와 이에요시
도쿠가와 이에요시(일본어: 徳川家慶, 1793년 음력 5월 14일 - 1853년 음력 6월 22일)는 일본 에도 막부의 12대 쇼군이다. 11대 쇼군 도쿠가와 이에나리의 둘째 아들이다.

## 생애
1793년 6월 22일 제11대 쇼군 도쿠가와 이에나리의 차남으로 에도 성에서 태어났다. 맏형인 다케치요가 요절했기 때문에 장군의 세자가 되어 1837년(덴포 8년)에 45세에 장군직을 물려받았지만, 이에나리가 중진으로 강력한 발언권을 보유하고 있었다. 1841년, 이에나리의 사후 이에요시는 넷째 아들 이에사다를 장군 후계자로 정했다. 또한 노중 수좌로 미즈노 다다쿠니를 중용하고 이에나리파를 숙청하고 덴포의 개혁을 진행시켰다. 다다쿠니는 막부 재정 재건에 나서 여러 개혁을 진행하였고, 철저한 사치 단속과 긴축 재정 정책을 채택했기 때문에 세인들의 지지를 얻지 못했다. 또한 언론 통제도 행하며, 다카노 조에이와 와타나베 가잔 등의 개혁파 학자를 탄압했다. (만사의 옥)
1843년(덴포 14년) 막부가 에도, 오사카 주변의 다이묘, 하타모토 영지를 막부 직할 영지로 편입하려고 상부의 지령을 발령하자 맹렬한 반발을 사서 이에요시의 판단으로 이듬해 철회를 하면서, 다다쿠니는 실각하고 덴포의 개혁은 좌절되었다. (이후 다다쿠니를 노중에 재임했다).
그 후, 이에요시는 도이 도시쓰라, 아베 마사히로, 쓰쓰이 마사노리 등에게 정치를 맡기고 요시나가 붕당 사건에 개입해 사쓰마번주 시마즈 나리오키를 은거시키고, 미토번의 영주 도쿠가와 나리아키에 은거, 근신을 명령했다. 또한 나리아키의 일곱째 아들 시치로마에게 히토쓰바시 가문을 상속시켰다. (히토쓰바시 요시노부)
1853년(가에이 6년) 6월 3일, 미국의 매튜 페리가 4척의 군함을 이끌고 우라가 앞바다에 나타났다. (흑선 내항) 막부 각료들이 그 대책에 부심하는 가운데 6월 22일 향년 61세로 사망하게 된다. 더위를 먹고 쓰러진 것(열사병에 의한 심부전)이 죽음의 원인으로 알려져 있다.

## 용모
유골 조사에서 나온 추정 신장은 154.4cm와 몸집이 작고 독특한 몸매였다. 머리가 매우 크고, 여섯 등신으로 턱이 길었다. 따라서 현존하는 초상화 이에요시의 생전의 특징을 매우 충실하게 묘사 한 것으로 추정되고있다.
모발 등의 조사 결과, 혈액형은 B형이었다